# Cercobrachys etowah
Cercobrachys etowah är en dagsländeart som beskrevs av Tomáš Soldán 1986. Cercobrachys etowah ingår i släktet Cercobrachys och familjen slamdagsländor. Inga underarter finns listade i Catalogue of Life.